# شهرداری تولمین
شهرداری تولمین (به لاتین: Municipality of Tolmin) یک منطقهٔ مسکونی در اسلوونی است که در اسلوونی واقع شده‌است. شهرداری تولمین ۳۸۱٫۵ کیلومتر مربع مساحت و ۱۲٬۱۹۸ نفر جمعیت دارد.

## خواهرخوانده
شهر ویکیو خواهرخواندهٔ شهرداری تولمین هست.